# Georgina Leonidas
Georgina Leonidas (Brent, 28 de fevereiro de 1990) é uma atriz britânica, com uma carreira relativamente ampla. No teatro, participou de “Lés Misérables” nos palcos de Londres como a pequena Cossete. Depois disso voltou a atuar com destaque somente em 2002.
Interpretou Cátia Bell em Harry Potter e o Enigma do Príncipe, onde é atacada por uma maldição presa num colar amaldiçoado.

## Vida Pessoal
Estudou na escola primária de Wembley. Ela tem dois irmão mais velhos que também são atores, Dimitri Leonidas e Stephanie Leonidas.

## Filmagem
| Ano  | Título                                          | Personagem      | Notas          |
| ---- | ----------------------------------------------- | --------------- | -------------- |
| 2008 | Baghdad Express                                 | Maya            | curta metragem |
| 2009 | Driftwood                                       | Namorada        | YouTube        |
| 2009 | Harry Potter e o enigma do príncipe             | Cátia Bell      |                |
| 2009 | Nine                                            | Filha de Matron |                |
| 2010 | The Sky is Everywhere                           | Lennie          |                |
| 2011 | Harry Potter e as Relíquias da Morte - Parte II | Cátia Bell      |                |
| 2012 | Papadopoulos & Sons                             | Doctor          |                |

## Televisão
| Ano       | Título               | Personagem     | Notas                                        |       |
| --------- | -------------------- | -------------- | -------------------------------------------- | ----- |
| 2002–2007 | The Basil Brush Show | Molly          | 62 episodes                                  | [ 2 ] |
| 2007      | Holby City           | Ali Jarvis     | Episode: "Stargazer"                         |       |
| 2009      | Myths                | Andra          | Episode: "The Fall of Icarus"                |       |
| 2009      | New Tricks           | Kiraz Yilmaz   | Episode: "Fresh Starts"                      |       |
| 2013      | Wizards vs Aliens    | Gemma Raven    | Episodes: "The Curse of Crowe" Parts 1 and 2 |       |
| 2015      | Father Brown         | Emily Fletcher | Episode 3.9 "The Truth in the Wine"          | [ 3 ] |

## Teatro
| Ano  | Título         | Personagem        | Lugar   |
| ---- | -------------- | ----------------- | ------- |
| 1999 | Les Misérables | Cosette (pequena) | Londres |